# Авангардний метал
Авангардний метал — різновид важкого металу, що відрізняється залученням новаторських, авангардних елементів, використанням експериментальних звучань, нетипових інструментів і нетипових музичних форм. Синонім — експериментальний метал. Основоположниками ґатунку вважаються швейцарський гурт Celtic Frost і чеський гурт Master's Hammer.

## Характеристика
| Ліві лапки | Авангардний метал важко поставити в один ряд з такими різновидами металу, як блек-метал , дез-метал , дум-метал , треш-метал ( екстремальний метал ) , і т.п. Перелічені різновиди мають спільну естетику й ідеологію, що проявляється у спільності гуртів цього напрямку. Авангард не поділяє спільної з металом естетики чи ідеології. Його розвиток більше визначається ідндивідуальними рисами гуртів ніж естетикою металу. | Праві лапки |

Терміном «авангардний метал» називають музикантів, що «залучають інноваційні елементи у важкий метал, порушують умовності, долають кордони і межі напрямку». Ґатунок також описують як «мистецтво створення глибокої й дивовижної атмосфери експериментами з новими звучаннями й інструментарієм, дивним вокалом, нестандартним формотворенням, ритмікою і гармонією, незвичними текстами й ілюстраціями», або як «прогресивна, психоделічна, сюреалістична, фантасмагорична, експресіоністична, дисонантна або екстравагантна інтерпретація екстремального металу».
Австрійський критик Майкл Гаас окреслював авангард як «дистанцію у свідомості між традицією слухання і особливостями компонування», а норвезький критик Свейн Еджіл Гатлевік визначав авангардний метал як «естетичну ідеологію», покликану «зробити музику чимось більшим, ніж просто звичайний метал», оскільки сам по собі метал, на думку критика є «найконсервативнішим із мистецьких практик».
Правомірність терміна ставиться під сумнів у його відношенні до металу. Музикант гурту Kekal Джефф Ерводі застерігає, що «заснування того чи іншого напрямку створює лише обмеження, і я не вважаю мудрим засновувати [sic] те, що створює обмеження творчості» Музикант гурту The Amenta

## Представники напрямку
Серед представників авангардного металу у критиці згадуються наступні
| - !T.O.O.H.! - Age of Silence - Abigor - Angizia - Arcturus - Atrox - Borknagar - Buckethead - Carnival in Coal - Celtic Frost - Deathspell Omega - Diablo Swing Orchestra - Disharmonic Orchestra - Dog Fashion Disco - Dornenreich - Dødheimsgard - Ephel Duath - Eternal Deformity - Fantômas - Fleurety - Ihsahn - In the Woods… - Kekal | - Korovakill - Manes - Mar de Grises - Master's Hammer - maudlin of the Well - Meshuggah - Mr. Bungle - Mirrorthrone - Peccatum - Polkadot Cadaver - Ram-Zet - Sigh - Sleepytime Gorilla Museum - Solefald - Stolen Babies - The Amenta - The Konsortium - Unexpect - Ved Buens Ende - Vintersorg - Vulture Industries |